# جعفر (ديزني)
جعفر : وزير «أغربه» المتعطش للسلطة، والشرير الرئيسي في فيلم ديزني علاء الدين وأيضًا فيلم عودة جعفر.

## قصته
يحاول جعفر ، وزير سلطان أجرباه، الوصول إلى كهف العجائب للحصول على المصباح السحري الذي يوجد فيه الجني. ولكن يعرف هو وببغائه المتكلم (لاجو) أنه يوجد شخص واحد فقط يمكنه دخول الكهف. وهو «علاء الدين».
يخطط جعفر لخداع السلطان في الزواج من ياسمين ، لكن علاء الدين كشف مؤامرة جعفر لـياسمين والسلطان. يهرب جعفر من حرس السلطان، لاحقا يسرق لاجو مصباح الجني ويجلبه إلى جعفر ، الذي تمنى به أمنيته الأولى في أن يصبح سلطان. والأمنية الثانية لـجعفر كانت جعله أقوى ساحر في العالم وأبعد جعفر علاء الدين إلى مكان بعيد. يعود علاء الدين إلى أجرباه ويقاتل جعفر يتحول جعفر إلى كوبرا ويستمر القتال، ويفتخر جعفر بأنه «أقوى من على الأرض»، ولكن يذكره علاء الدين أن الجني أقوى منه. واستعمل جعفر أمنيته الأخيرة في أن يصبح جني، ولكن نسي أن الجن كائنات غير حرة. يسقط جعفر في مصباح أسود وأخذ لاجو معه. ويرسل الجني المصباح إلى كهف العجائب.
في فيلم (عودة جعفر) يعود جعفر لينتقم من علاء الدين وأصدقائه: الأميرة ياسمين، والجني، وأبو، والسجاد، والسلطان، والببغباء لاغو. بعد أن حرره أبي سمال من المصباح.

## مظهره
جعفر نحيل، طويل، لديه سكسوكة ولحية

من اليسار لليمين : جعفر الوزير ، جعفر الساحر ، جعفر في فيلم (عودة جعفر)

يرتدي ثوب أسود، أكمام حمراء، وعمامة سوداء، وعبائة سوداء، وحذاء بني، مع ملاحظة ان شخصية ديزني جعفر مقتبسة من شخصية حقيقية هي جعفر البرمكي وزير خليفة بغداد العباسي هارون الرشيد.

## ظهوره في الألعاب

جعفر الجني

- علاء الدين (لعبة فيديو) على جهاز سيجا ميجا درايف
- «علاء الدين» على سوبر نينتندو
- ديزني علاء الدين في انتقام ناصرة على بلاي ستيشن 1
- مملكة القلوب

## أمنياته

جعفر الكوبرا

جعفر طلب ثلاثة أمنيات من الجني:-
1. أن يصبح السلطان
2. أن يصبح أقوى ساحر في العالم
3. أن يصبح جني

## صفاته

جعفر الساحر

شرير، متعطش للقوة، متعطش للسلطة، غامض، جشع، مريض نفسي، محب للإنتقام، ماكر، متوحش

## أهدافه
أن يصبح السلطان.
الزواج من ياسمين -ابنة السلطان-.
القضاء على علاء الدين وأصدقائه.

## من أقواله

جعفر (عند تمنيه أن الأميرة ياسمين تقع في حبه)

«جني، امنحني أمنيتي الأولى، أمنيتي أن أكون السلطان»
«أتمنى أن الأميرة ياسمين تقع في حبي»
«جني، أمنيتي الثانية أكون أقوى ساحر في الدنيا»